# Setmana

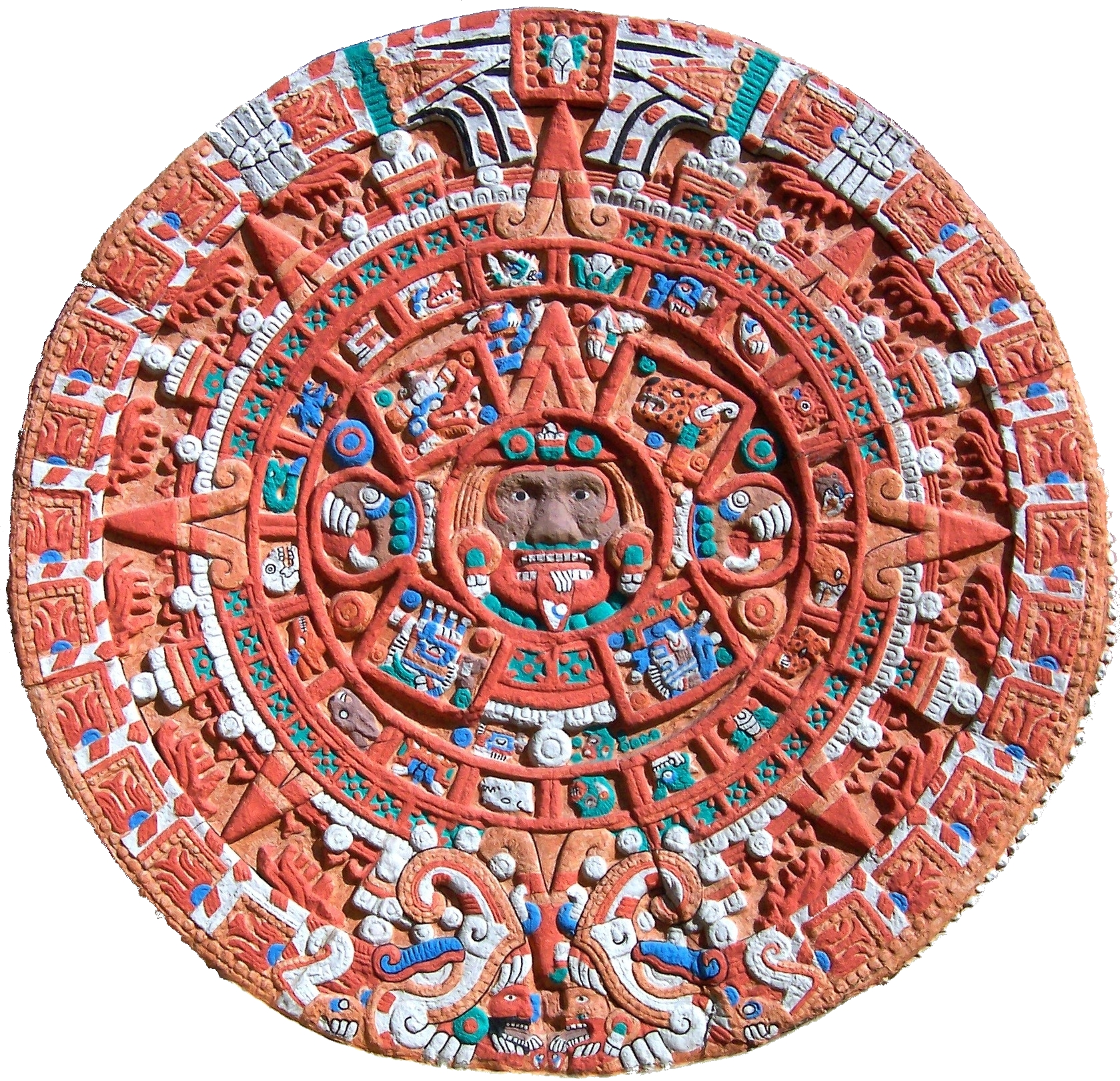
No totes les setmanes tenen set dies. El calendari civil asteca tenia setmanes de cinc dies.

La setmana (del llatí septimana) és una unitat de mesura del temps, més gran que un dia i més petita que un mes. A la majoria de calendaris moderns, inclòs el gregorià vigent a la major part del món i establert el 1582 pel papa Gregori XIII, la setmana és un període de set dies consecutius, tot i que aquest nombre no té cap fonament astronòmic. Hi ha agrupacions amb altres nombres de dies equivalents a la setmana en diferents cultures que no usen el nombre set com a base. Tanmateix a Europa hi ha hagut excepcionalment, durant determinats períodes setmanes de sis o cinc dies, com en l'antiga URSS o de 10 com en la França revolucionària.
Els noms dels set dies de la setmana en català són: dilluns, dimarts, dimecres, dijous, divendres, dissabte i diumenge.

## El nombre de dies de la setmana
Aquesta divisió de temps, sense cap correspondència aparent amb els mesos i anys, és de les poques que no té un reflex en fenòmens que passen al cel. Altres esdeveniments com el dia (gir de la Terra sobre el seu eix), o l'any (gir de la Terra al voltant del Sol), sí que en tenen. Això ha generat que diferents autors tinguin opinions oposades respecte a la història de la quantitat de dies de la setmana. Tot hi haver diferents variants que van des del calendari dels igbo de Nigèria de 4 dies, els 5 dies del calendari javanès (cicle pasaran), el 8 del calendari romà (molt variable), però la més estesa és la setmana de 7 dies.
En el calendari celta cada setmana tenia 9 nits i 8 dies; també hi havia una mitja setmana de 5 nits i 4 dies. A la Xina de la dinastia Shang (1200-1045 aC) existia un calendari de 10 dies. En el calendari asteca la setmana era de 13 dies.
Hi ha diversos possibles orígens de la setmana de 7 dies:
- Les antigues civilitzacions babilòniques ja utilitzaven la setmana de set dies. Cada dia estava dedicat a un déu diferent, el qual estava associat a cadascun dels set cossos celestes visibles a ull nu: el Sol, la Lluna i cinc planetes: Mercuri, Venus, Mart, Júpiter i Saturn.

- La civilització hindú coneixia el concepte de la setmana de set dies amb diverses referències a la Ramayana, un llibre sagrat escrit en sànscrit als voltants del 300 aC, en el qual es fa menció de Bhanu-vaar que significa diumenge, Soma-vaar que significa dilluns... i així successivament.

- Les primeres pàgines de la Bíblia expliquen que Déu va crear el món en sis dies i va descansar el setè.

- Altres teories sostenen que el període fix de set dies es deu a la simplificació de la quarta part del mes lunar de 29,5 dies.

## Nom dels dies de la setmana
Els dies de la setmana s'han anomenat de diferent manera segons l'època i la cultura. Mentre que els llenguatges mediterranis orientals reflecteixen variacions de la numeració dels dies de la setmana, els llenguatges d'Europa Occidental (excepte el portuguès i, dialectalment, el gallec) reflecteixen noms basats en els noms dels planetes perceptibles a simple vista. Els noms llatins dels déus són simples transliteracions dels noms grecs, els quals eren al seu torn transliteracions dels noms babilònics, els quals es remunten als sumeris.
En català, el nom dels dies de la setmana també té com a origen el nom dels astres. Així, dilluns ve de dies lunis (dia de la lluna), dimarts de dies martis (dia de mart), etc. Pel que fa al dissabte, aquest nom procedeix de la festa hebrea del sàbat, i el diumenge de la paraula llatina domus o domine (dia del senyor).
En català les abreviatures que s'utilitzen per als dies de la setmana sempre són de dues lletres i han de portar un punt final, comencen amb la lletra d que va seguida per la consonant que hi ha després de la i, excepte en el cas del dimarts, el dimecres i el diumenge on s'utilitza una t pel dimarts, una c pel dimecres i una g pel diumenge:
- dilluns: dl.
- dimarts: dt.
- dimecres: dc.
- dijous: dj.
- divendres: dv.
- dissabte: ds.
- diumenge: dg.

## Ordre dels dies de la setmana
La teoria més coneguda sobre l'origen de l'ordre dels dies de la setmana és la següent: 
Alguns pobles mediterranis pensaven que cada hora del dia era regida pel Sol, la Lluna o un dels cinc planetes coneguts aleshores (els quals eren presos per déus, i que giraven eternament al voltant de la Terra).
Si es disposen els planetes d'acord amb el coneixement erroni que els antics tenien de les seves respectives distàncies a la Terra, l'ordre (de més llunyà a més proper) era: Saturn, Júpiter, Mart, Sol, Venus, Mercuri i Lluna. Assignant aquests planetes a cada hora del dia, i fent la llista contínua, de manera que la primera hora de l'endemà pren el valor consecutiu del planeta que ocupa la darrera posició del dia en curs, es té la següent taula:
| Hora: | 1       | 2       | 3       | 4       | 5       | 6       | 7       | 8       | 9       | 10      | 11      | 12      | 13      | 14      | 15      | 16      | 17      | 18      | 19      | 20      | 21      | 22      | 23      | 24      | Luminaria → nom    |
| ----- | ------- | ------- | ------- | ------- | ------- | ------- | ------- | ------- | ------- | ------- | ------- | ------- | ------- | ------- | ------- | ------- | ------- | ------- | ------- | ------- | ------- | ------- | ------- | ------- | ------------------ |
| Dia 1 | Saturn  | Jupiter | Mars    | Sun     | Venus   | Mercury | Moon    | Saturn  | Jupiter | Mars    | Sun     | Venus   | Mercury | Moon    | Saturn  | Jupiter | Mars    | Sun     | Venus   | Mercury | Moon    | Saturn  | Júpiter | Mart    | Saturn → Dissabte  |
| Dia 2 | Sol     | Venus   | Mercuri | Lluna   | Saturn  | Jupiter | Mars    | Sun     | Venus   | Mercury | Moon    | Saturn  | Júpiter | Mart    | Sol     | Venus   | Mercuri | Lluna   | Saturn  | Júpiter | Mart    | Sol     | Venus   | Mercuri | Sol → Diumenge     |
| Dia 3 | Lluna   | Saturn  | Jupiter | Mars    | Sun     | Venus   | Mercury | Moon    | Saturn  | Jupiter | Mars    | Sun     | Venus   | Mercury | Moon    | Saturn  | Jupiter | Mars    | Sun     | Venus   | Mercury | Moon    | Saturn  | Jupiter | Lluna → Dilluns    |
| Dia 4 | Mars    | Sun     | Venus   | Mercury | Moon    | Saturn  | Jupiter | Mars    | Sun     | Venus   | Mercury | Moon    | Saturn  | Jupiter | Mars    | Sun     | Venus   | Mercury | Moon    | Saturn  | Jupiter | Mars    | Sun     | Venus   | Mart → Dimarts     |
| Dia 5 | Mercury | Moon    | Saturn  | Jupiter | Mars    | Sun     | Venus   | Mercury | Moon    | Saturn  | Jupiter | Mars    | Sun     | Venus   | Mercury | Moon    | Saturn  | Jupiter | Mars    | Sun     | Venus   | Mercury | Moon    | Saturn  | Mercuri → Dimecres |
| Dia 6 | Jupiter | Mars    | Sun     | Venus   | Mercury | Moon    | Saturn  | Jupiter | Mars    | Sun     | Venus   | Mercury | Moon    | Saturn  | Jupiter | Mars    | Sun     | Venus   | Mercury | Moon    | Saturn  | Jupiter | Mars    | Sun     | Júpiter → Dijous   |
| Dia 7 | Venus   | Mercury | Moon    | Saturn  | Jupiter | Mars    | Sun     | Venus   | Mercury | Moon    | Saturn  | Jupiter | Mars    | Sun     | Venus   | Mercury | Moon    | Saturn  | Jupiter | Mars    | Sun     | Venus   | Mercury | Moon    | Venus → Divendres  |

Si s'observen els planetes assignats a la primera hora de cada dia (puix el dia rebia el nom de la seva primera hora), es pot veure que venen en aquest ordre: Saturn, Sol, Lluna, Mart, Mercuri, Júpiter i Venus, que és exactament l'ordre dels dies de la setmana associats a aquests planetes: dissabte, diumenge, dilluns, dimarts, dimecres, dijous i divendres.

### Perspectiva històrica

Un heptagrama representant els set dies de la setmana. Els set planetes coneguts a Caldea i assignats a cada dia de la setmana ocupen les puntes d'una estrella de set puntes seguint aquest ordre: Saturn, Júpiter, Mart, Sol, Venus, Mercuri i la Lluna.

En el seu assaig El temps (Nova York, 1966, pàg. 24), Samuel A. Goudsmit prova que els egipcis dividien cada un dels 12 mesos de 30 dies (del seu any de 360 dies) en tres setmanes de 10 dies. El mateix feien els grecs de l'antiguitat. No se sap en quin moment van canviar aquest calendari per l'adoració dels planetes, però ha d'haver estat fa uns 2.500 anys, ja que Heròdot, a La història (2.82), va escriure: «Aquestes són algunes de les troballes dels egipcis. Van descobrir que […] cada dia li pertany a un déu »
Stephen Herbert Langdon, a La mitologia de totes les races, en el capítol «Semítica» (Nova York, 1964, pàg. 154) prova que els seguidors del culte de Sin (a Harran), a qui els escriptors àrabs i sirians coneixien com arranians o sabeans els havien posat els noms dels planetes als seus dies. Com els hebreus i altres pobles, consideraven que el dia dedicat a Saturn era el setè dia, així que començaven la setmana amb un dia dedicat al Sol. Per a la resta dels dies utilitzaven el mateix ordre que els egipcis.
Steven L. Renshaw, a El sistema solar i els noms dels dies, demostra que aquests mateixos astres del sistema solar, i en la mateixa seqüència, es van usar per anomenar els dies a l'antiga Índia, Tibet i Birmània. També passa el mateix amb el Japó, però aquest costum s'ha pogut rastrejar fins fa només mil anys.
Els soldats romans estacionats a Egipte es van acostumar a la setmana pagana de set dies i la van començar a introduir al seu país, reemplaçant la setmana oficial de vuit dies. Octavi (Cèsar August) i els següents governants romans van tolerar aquesta pràctica, que es va oficialitzar amb l'emperador Constantí I el Gran a 321 de la nostra era.
D'acord amb el que s'ha comentat amb anterioritat, la teoria més coneguda sobre l'origen de l'ordre dels planetes és el de la taula anterior. Si es disposen els planetes d'acord amb el coneixement erroni que els antics tenien de les seves respectives distàncies a la Terra, l'ordre (de llunyà a prop) seria: Saturn, Júpiter, Mart, Sol, Venus, Mercuri, i Lluna.
Alguns pobles mediterranis pensaven que cada hora del dia era regida pel Sol, la Lluna o un dels cinc planetes coneguts aleshores (els quals es creien que eren déus, i que giraven eternament al voltant de la Terra). La seqüència en què ells creien que es governaven corresponia a l'ordre invers de la distància que ells creien que aquests astres distaven de la Terra.
Segons Michael Macron, en el seu llibre Per Júpiter! (1992), en aquesta època els egipcis pensaven que el planeta més distant era Saturn. Per tant, creien que la primera hora era regida per Saturn, la segona hora per Júpiter, i així per l'estil. També creien que després que passaven les primeres set hores (regides pels set astres coneguts) el compte es repetia.
Segons l'Enciclopèdia catòlica, a l'article «Diumenge», els antics egipcis creien que el planeta que regia la primera hora també regia el període complet de 24 hores, i donava el seu nom a aquest dia.
Elias Joseph Bickerman, a Cronologia del món antic (Universitat de Cornell, 1968) afirma que Cels havia escrit que aquesta mateixa doctrina formava part de la cosmogonia persa.
Fa 600 anys, Chaucer va descriure aquestes mateixes creences (que ell creia d'origen grec) en el seu Tractat sobre l'astrolabi (en el capítol «Special declaracioun of the hour of planetes» o Declaració especial sobre les hores dels planetes). El text de Chaucer és una traducció d'un manuscrit grec molt més antic.
D'acord amb Vettius Valens, que va viure al segle segon i és l'autoritat més coneguda sobre astrologia en el món antic, la primera hora del dia començava al vespre, cosa que era tradicional entre grecs i babilonis. Diu també que les meitats diürnes i nocturnes del dia eren presidides pels astres que corresponen a la primera hora de cada meitat. Això es confirma per un grafit pompeià que nomena el 6 de febrer del 60, un diumenge, quan actualment es diria que va ser dimecres. Pel que sembla, el compte dels dies de la setmana nomenats després de la primera hora diürna constituïa una setmana alterna a l'ordinària, com es desprèn de les cartes pasquals del bisbe Atanasi, i en una taula de dates pasquals per als anys 311-369 que sobreviu en una còpia etíop. És molt probable que els antics sumeris utilitzessin aquest sistema per generar l'ordre dels dies de la setmana, el que no se sap és per què ho van fer, és a dir, quin era el mite que sostenia aquest ordenament.
No hi ha registres que el cicle de set dies s'hagi trencat algun cop. Els importants canvis i reformes de calendari mai van interrompre aquest cicle. És bastant probable que el cicle provingui almenys des dels temps de Moisès (al voltant del 1400 aC aproximadament).

## Començament de la setmana

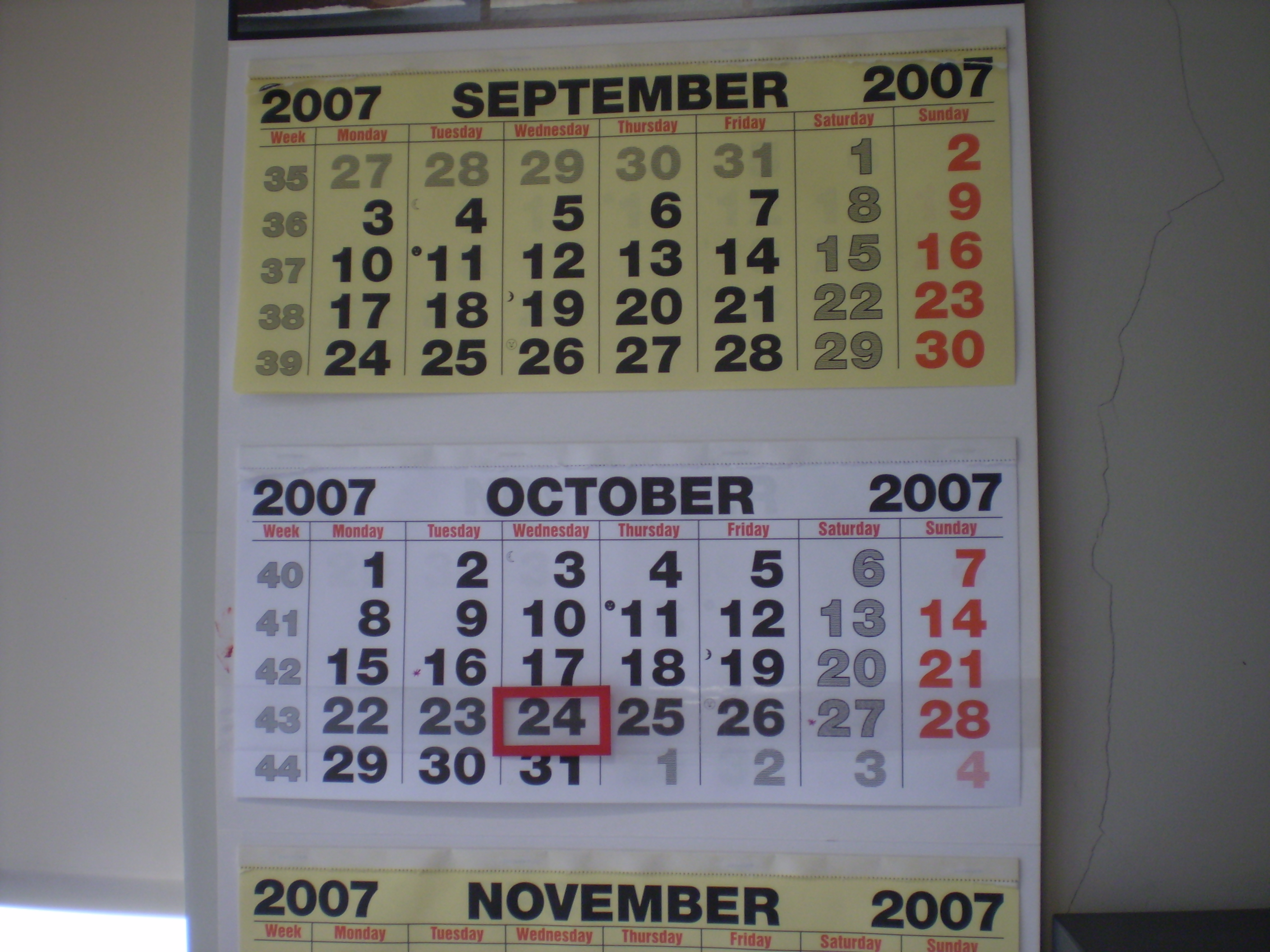
Imatge d'un calendari britànic del 2007 amb el començament de les setmanes en dilluns com a la resta d'Europa.

La Bíblia jueva establia el diumenge com l'endemà al sàbat de descans, o sigui, com el primer dia de la setmana. A Israel, estat actual dels jueus, es practica el descans laboral el dissabte, en els països tradicionalment cristians, el diumenge, i en els musulmans, el divendres.
A gairebé tots els països del món la setmana comença el dilluns, al Brasil i en alguns països anglosaxons (com EUA, Austràlia, l'Índia o el Canadà), la setmana comença el diumenge. (A Portugal i al Regne Unit també s'havia seguit aquest costum en el passat). A alguns països musulmans, com els Emirats Àrabs Units, acostuma a començar el dissabte.
L'Organització Internacional per a l'Estandardització (ISO) va publicar el 1986 la norma ISO 8601 que estableix les especificacions per representar dates i hores, entre altres aspectes es determina quan comença la setmana, com es numeren els dies de la setmana i les setmanes de l'any. Aquesta norma va ser adoptada per la Unió Europea el 1992 com a EN 28601 i ha anat sent adoptada pels països membres. Aquesta norma estableix:
- El dilluns és considerat el primer dia de la setmana.
- Les setmanes de l'any es numeren de l'1 al 52 (de vegades 53).
- La setmana a la qual s'assigna el número 1 és la primera de l'any que contingui el primer dijous de gener.
- És possible que alguns anys hi hagi la setmana 53 (els anys que acaben en dijous, o els anys de traspàs que acaben en un dijous o un divendres).

La norma ISO sobre la numeració de les setmanes i l'assignació dels dies finals i inicials de l'any a la primera setmana de l'any nou o a la darrera del precedent segueix aquest esquema:
| Dies de gener | Dies de gener | Dies de gener | Dies de gener | Dies de gener | Dies de gener | Dies de gener | Efecte         | Efecte                 |
| ------------- | ------------- | ------------- | ------------- | ------------- | ------------- | ------------- | -------------- | ---------------------- |
| Dl.           | Dt.           | Dc.           | Dj.           | Dv.           | Ds.           | Dg.           | Setmana número | La setmana s'assigna a |
| 1             | 2             | 3             | 4             | 5             | 6             | 7             | 1              | l'any nou              |
|               | 1             | 2             | 3             | 4             | 5             | 6             | 1              | l'any nou              |
|               |               | 1             | 2             | 3             | 4             | 5             | 1              | l'any nou              |
|               |               |               | 1             | 2             | 3             | 4             | 1              | l'any nou              |
|               |               |               |               | 1             | 2             | 3             | 52 o 53        | l'any anterior         |
|               |               |               |               |               | 1             | 2             | 52 o 53        | l'any anterior         |
|               |               |               |               |               |               | 1             | 52 o 53        | l'any anterior         |

## La setmana en els calendaris revolucionaris

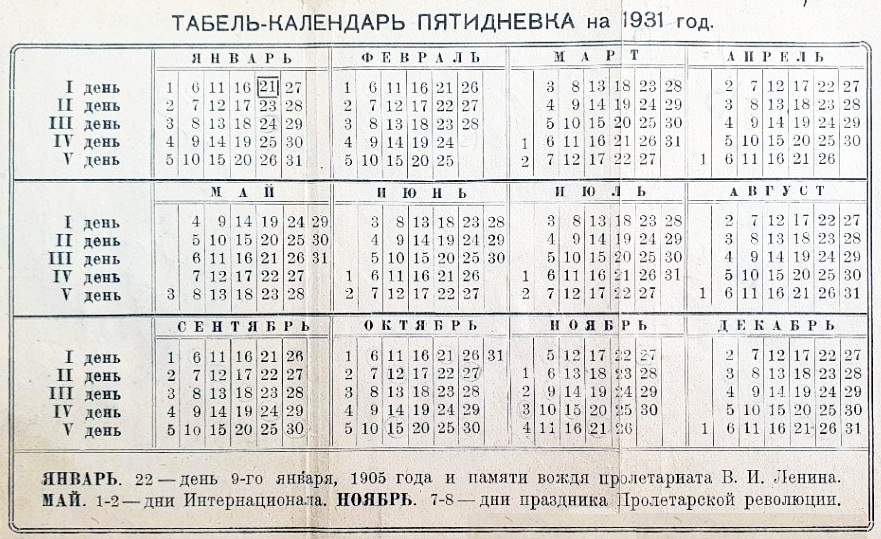
Calendari soviètic de butxaca del 1931 amb setmanes de cinc dies.

En alguns calendaris revolucionaris la duració de la setmana canvia, així com el seu nom:
- En el calendari republicà francès, l'any es dividia en 36 decadés (dècades o períodes de 10 dies) i 5 o 6 dies suplementaris.
- En el calendari revolucionari soviètic, es va substituir la setmana de set dies per una de cinc, amb la finalitat de suprimir les connotacions religioses del diumenge com a 'dia del Senyor'. Aquesta iniciativa només va durar fins al 31 de desembre del 1931, durant els anys següents es va adoptar una setmana de sis dies amb un de descans els dies 6, 12, 18, 24 i 30 de cada mes (el 31 quedava fora), finalment el 1940 es va restaurar la setmana de set dies.

## Altres variants al món
Arreu del món podem trobar altres tipus d'organització. Per exemple, en el calendari tradicional Igbo una setmana té 4 dies (Eke, Orie, Afo, Nkwọ), i set setmanes constitueixen un mes. Un mes té 28 dies i hi ha 13 mesos a l'any.
| Núm. | Mesos (Ọnwa)            |
| ---- | ----------------------- |
| 1    | Ọnwa Mbụ (Maig/Juny)    |
| 2    | Ọnwa Abụọ (Juny)        |
| 3    | Ọnwa Atọ (Juliol)       |
| 4    | Ọnwa Anọ (Agost)        |
| 5    | Ọnwa Ise (Setembre)     |
| 6    | Ọnwa Isii (Octubre)     |
| 7    | Ọnwa Asaa (Novembre)    |
| 8    | Ọnwa Asatọ (Desembre)   |
| 9    | Ọnwa Itolu (Gener)      |
| 10   | Ọnwa Iri (Febrer)       |
| 11   | Ọnwa Irina-otu (Març)   |
| 12   | Ọnwa Irina-abụọ (Abril) |
| 13   | Ọnwa Irina-atọ (Maig)   |

| Eke | Orie | Afọ | Nkwọ |
| --- | ---- | --- | ---- |
|     |      | 1   | 2    |
| 3   | 4    | 5   | 6    |
| 7   | 8    | 9   | 10   |
| 11  | 12   | 13  | 14   |
| 15  | 16   | 17  | 18   |
| 19  | 20   | 21  | 22   |
| 23  | 24   | 25  | 26   |
| 27  | 28   |     |      |

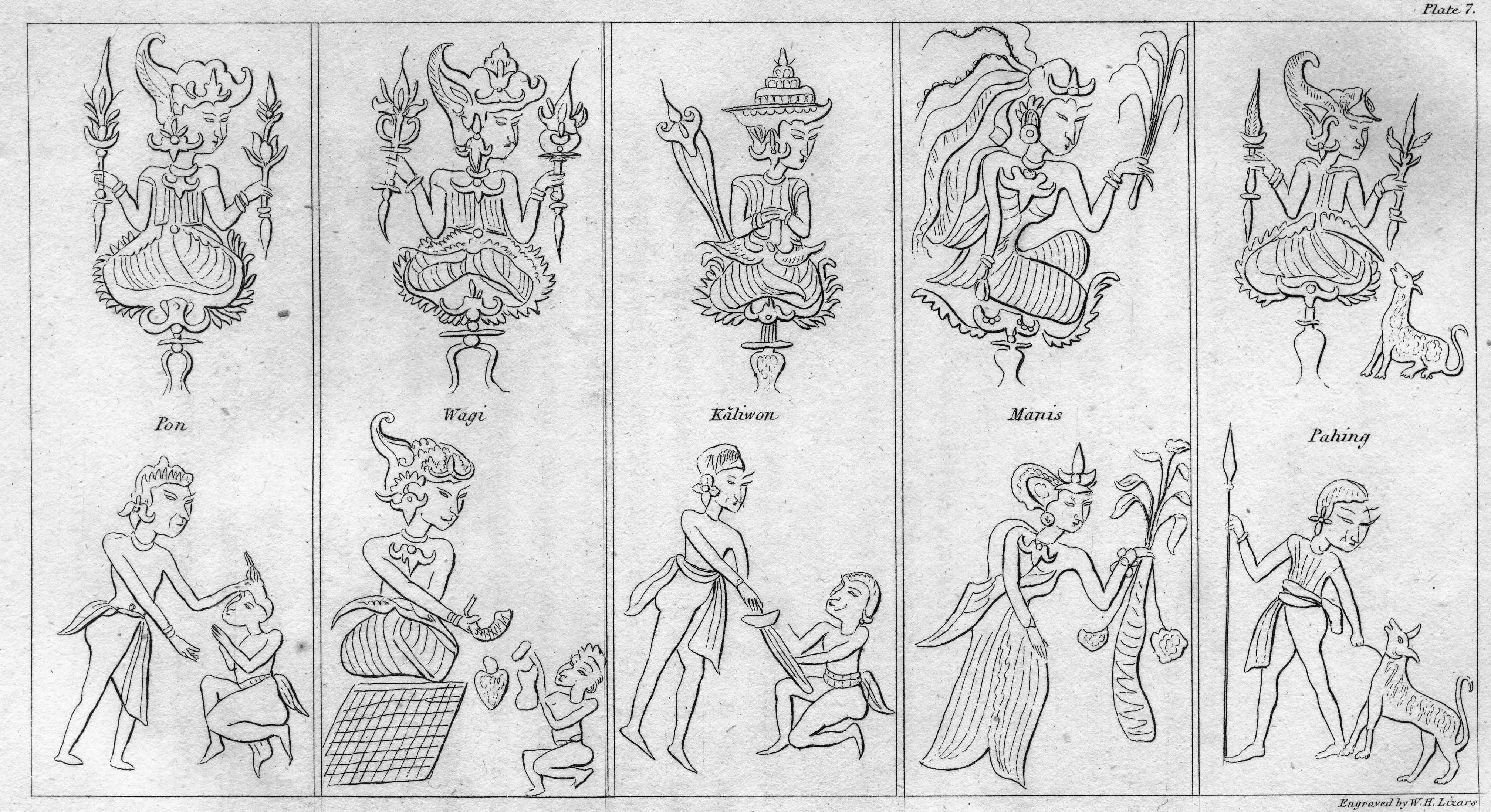
Símbols del cicle Pasaran. Un manuscrit antic javanès il·lustra la setmana amb cinc figures humanes: un home prenent una súplica pel pèl, una dona amb una banya per rebre una ofrena, un home apuntant una espasa en una altra, una dona que sosté la producció agrícola, i un home amb una llança líder d'un brau.

En el calendari javanès, el cicle pasaran, anomenat així pel terme pasaran javanès que literalment es relaciona amb un mercat. El cicle i la setmana pasaran té cinc dies de durada, i es relaciona amb els dies de mercat, amb les reunions comunals en els mercats locals per satisfer l'activitat social, dedicar-se al comerç, a la compra i venda de mercaderies, de productes i d'aliments, entre d'altres. Els comerciants ambulants visiten els diferents pobles segons el dia de la setmana pasaran. Algunes hipòtesis suggereixen que la durada de la setmana i del cicle es relaciona amb el nombre de dits a la mà.
La setmana pasaran es divideix en els següents dies:
1. Legi (Manis)
2. Pahing (Pait)
3. Posa (Petak)
4. Salari (Cemeng)
5. Kliwon (Asih)

Entre parèntesis s'han posat les formes parlades javaneses, ngoko i krama.
L'origen d'aquests termes no són clars, i la seva etimologia segueix sent fosca. Els dies són més comunament esmentats pels seus noms ngoko. Possiblement, els noms poden procedir dels déus indígenes, com succeeix amb els noms dels dies a Europa i Àsia.

## La setmana en xifres
- 1 setmana = 7 dies
- 1 setmana = 168 hores = 10.080 minuts = 604.800 segons
- 1 any = 52 setmanes + 1 dia (2 dies en un any de traspàs)

1 setmana = 23% d'un mes mitjà (quasi exacte)
En un any gregorià hi ha 365,2425 dies, el que correspon a 52,1775 setmanes. Això porta que en 400 anys hi hagi exactament 20.871 setmanes, de manera que la distribució de les setmanes i els seus dies es repeteix cada 400 anys.